# جاك راسيل
جاك راسيل (بالإنجليزية: Jack Russell)‏ (19 يونيو 1904 في المملكة المتحدة - 1 يناير 1995) هو مدرب كرة قدم ولاعب كرة قدم بريطاني (وحمل سابقاً جنسية المملكة المتحدة لبريطانيا العظمى وأيرلندا) في مركز الهجوم. لعب مع برمنغهام سيتي ونادي بريستول روفيرز ونادي بورنموث ونادي لوتون تاون ونورويتش سيتي ونادي ووستر سيتي وبرومزغروف روفرز ‏.